# Magyarországi műemlék könyvtárak
A műemlék könyvtár egy eredeti helyen megőrzött történeti, művelődéstörténeti jelentőségű könyvtár, amely lényeges részében vagy egészében, lehetőség szerint eredeti csoportosításban áll fent. Ritkaságainak múzeumszerű kiállítására szolgál, de anyagait tudományos kutatásokra és célokra is közzéteszi. Magyarországon – zivataros történelme miatt – csak kevés műemlék könyvtár maradt fent. Több egyházi könyvtárat is műemlék könyvtárnak tekintünk. Gyöngyös, Keszthely,   Miskolc, Pannonhalma és Zirc azon magyarországi városok, amelyek rendelkeznek műemlék könyvtárral.

## Reguly Antal Műemlékkönyvtár, Zirc
A zirci könyvtár a ciszterci rend gyűjteménye. Clairvaux-ból érkezett szerzeteseknek III.Béla király adott letelepedési engedélyt és birtokot 1182-ben. A Bakony hegység központi medencéjében a középkorban épült monostoruknak feltételezések szerint gazdag könyvtára volt, amely a török terjeszkedés és a végvári harcoknak esett áldozatul a monostorral együtt.
A sziléziai Heinrichau-ból érkezett szerzetesek az apátságot újraalapították az 1700-as évek elején, és egy új barokk stílusú apátságot építettek fel. 
Ebben helyet kapott egy könyvtárterem is, amelynek az állományát a Sziléziából hozott könyvek alkották. Az 1815-ben, először készített kéziratos kötetkatalógusban ez a könyvtár már 2135 művet tartalmazott, 4157 kötetben.
Az állomány növekedésére a 19. században került sor, amikor a ciszterciek felvállalták a tanítás feladatát is. Az apátok felismerték, hogy működésükhöz és tudományos munkásságukhoz szükségük van széles körű ismeretekre, nagy gondot fordítottak a könyvgyűjtemény fejlesztésére. Ekkor került a könyvtár állományába több tudományos értékű magángyűjtemény, például Hoffmann József székesfehérvári orvos és Fejér György történettudós hagyatéka.
A könyvtár állományát 1857-ben költöztették a pazar berendezésű nagyterembe. A 19. század végére az állomány gyarapodása szükségessé tette egy újabb, de egyszerűbb bútorzatú terem megnyitását. A könyvtár nagyarányú és tervszerű fejlesztését hozzáértő könyvtárosok végezték. A könyvtár legnagyobb érdemű egykori könyvtárosa Szabó Otmár, aki huszonhét éves korától, 1889-től egészen 1926-ig nagy szorgalommal rendezte és katalogizálta a gyűjteményt. Utódai az egyre szorongatóbb helyhiány, valamint a modernebb könyvtári szempontok érvényesítése miatt az állomány régi rendjét 1932-ben megbontották. Ehelyett egy jobban kihasználható új raktározási rendet vezettek be. Nekik köszönhetően a század első felében már mintegy 65 000 könyv és folyóirat állt a szerzetesek és a környékbeli értelmiség rendelkezésére.
A második világháborúban egy vadászrepülő csapódott be a nagyterem tetőszerkezetébe. A bekövetkező tüzet rövid időn belül sikerült megfékezni, de az épületben és berendezésében nagy kár keletkezett. A könyvállománynak csak kis része rongálódott meg. A tetőt, a mennyezetet és a berendezést a szerzetesrend az akkor lehetséges eszközökkel helyreállíttatta.
1950-ben a ciszterci rend működését is betiltották Magyarországon. Az épület, benne a könyvtár is állami tulajdonba került. Rövid ideig kaszárnyaként, majd szociális otthonként működött, végül szakmunkásképző intézetként és kollégiumként funkcionált. Szerencsés módon az akkori művelődésügy irányítói fölismerték a gyűjtemény kultúrtörténeti jelentőségét, ezért úgy döntöttek, hogy a könyvtárat eredeti helyén érintetlenül kell megőrizni. 1953-ban a könyvtár felügyeletét az Országos Széchényi Könyvtár vette át. A könyvtár 1955-ben Reguly Antal nevét vette fel. Az elnevezés a Zirc nagy szülötte iránti tisztelet kifejezése. A folyosón állandó kiállítás idézi fel Reguly Antal életét és munkásságát. Az apátság 1989-től újra a ciszterci szerzeteseknek ad otthont, azonban a műemlékkönyvtár gondozását továbbra is az Országos Széchényi Könyvtár könyvtár látja el.
Szakkönyvtárként az értékes régi könyves állományával, külön olvasóteremmel várja a kutatókat. A könyvtár új feladatának tekinti a Bakony-tájra vonatkozó szakirodalom természettudományi és társadalomtudományi gyűjtését. Ez az állományrész szervesen egészíti ki a Bakonyi Természettudományi Múzeum tárgyi anyagát.
Az állomány tematikailag rendkívül sokszínű, a teológiától a történelmen át a fizikáig számos tudományág képviselteti magát. Ezeken felül a  könyvtár hetven ősnyomtatványt tartalmaz. A legrégebbit, Ambrosius
De officiis című munkáját 1470 táján Ulrich Zell nyomtatta Kölnben. Sok itt megtalálható mű került ki Anton Koberger nürnbergi nyomdájából. Többek között megtalálható itt Hartmann Schedel nevezetes, gazdagon illusztrált világkrónikájának mind a latin, mind pedig a német kiadása. Az ősnyomtatványok túlnyomó része latin nyelvű. Egyetlen magyarországi példány Johannes Reuchliri 1481-ben Baselben megjelent nyelvészeti munkája. A 15. századi magyar irodalmat három könyv képviseli. A legjelentősebb ezek közül a Thuróczi János által írt Magyar Krónikának az 1488. évi augsburgi kiadása.

## Pannonhalmi Főapátság Könyvtára
A pannonhalmi főapátság épületegyüttesének a torony és a gimnázium mellett egyik legkiemelkedőbb része a könyvtár. Maga az építmény csak a 19. század első harmadában épült, de az általa megtestesített eszme ezerötszáz éves. Nursiai Szent Benedek nagy szerepet szánt és adott az olvasásnak, a könyveknek a monostor életében, hogy a szerzetesek munkája őrizte meg számunkra nemcsak az első századok keresztény irodalmát, hanem a görög-római kultúra alkotásait is. Ezzel együtt megteremtette Európa és benne hazánk kultúráját is.
A könyvtár épületének hosszanti részét az 1820-as években Engel Ferenc tervezte és építette. Ezt követően Packh Jánost bízták meg az épület kibővítésével. Az épület belső díszítésére egy bécsi mestert, Josef Kliebert kérték fel. Az ovális terem mennyezetének négy oldalán a négy középkori egyetemi fakultás jelképe látható (jog-, hit-, orvos- és bölcselettudomány). A hosszanti terem központi freskója Pallasz Athéné (Minerva) alakját ábrázolja. A két rövid oldalon ókori bölcsek, filozófusok, tudósok alakjai, míg a hosszanti oldalakon a magyar kultúrtörténet kiemelkedő alakjainak portréi láthatók. Az ábrázolt személyek kiválasztása a kor szellemiségét tükrözi. A névvel meg nem jelölt magyar személyek a magyar reformkor nagyjai.
Egy Szent László-kori (1090 körüli) oklevél tanúsága szerint a 11. század végén Pannonhalmán már 80 kötetet (kb. 200 művet) tartottak számon. 1786-ban, a feloszlatáskor már több mint 4000 kötetet számlált a gyűjtemény. 1802-ben a könyvek közül csupán 757 kötetet és 27 kéziratot szállítottak vissza a monostor könyvtárába. A könyvek elhelyezésére csupán néhány terem kellett. A könyvek száma azonban a 19. század elején ugrásszerűen megnőtt. Ekkor határozták el az új könyvtárépület építését.
A könyvtár állománya mind a mai napig gyarapszik. Napjainkban körülbelül 400 000 kötetet őriznek a pannonhalmi gyűjteményben.

## Helikon Könyvtár, Keszthely
A keszthelyi Festetics kastélyban található gyűjtemény Magyarország egyetlen épségben megmaradt főúri könyvtára. A magyar nyelvterület nyomtatványai mellett megtaláljuk Európa legjelentősebb nyomdáinak kulturális kincseit is. A Festetics család az 1740-es évek második felében települt Keszthelyre. Festetics Kristóf épülő kastélyában már helyet kapott a könyvesház is. 1782-től a hitbizomány ura gróf Festetics György könyvtárának egész épületszárnyat építtetett. Rantz János György uradalmi építész tervezte. A díszes könyvtárterem berendezése Kerbl János keszthelyi asztalos munkája. A szlavóniai tölgyből faragott, klasszicista stílusú könyvállványok és a galéria a kor legszebb és legjelentősebb magyar műipari alkotásai közé tartoznak.
Festetics György a néhány ezer kötetes könyvtárát a lassan kibontakozó magyar irodalom és tudomány közreadott művei mellett a felvilágosodás korának filozófiai irodalmával, a legújabb gazdasági szakmunkákkal, továbbá jelentős hírlap- és folyóiratanyaggal növelte. A könyvtár tevékenységi körét a tudományos szakkönyvtár feladatával bővítette. Az ő idejében a könyvállomány ötszörösére nőtt. Szabályozta a könyvtár használatát és a kezelés rendjét. A felbecsülhetetlen értékű könyveket művészien díszített bőrbe köttette. A család mindig alkalmazott könyvtárost, gondoskodott a könyvtár fenntartásáról, gyarapításáról.
1948-ban a könyvtár a kastéllyal együtt az állam kezébe került, így a kezelői feladatokkal az Országos Széchényi Könyvtárat bízták meg. A második világháború előtt az állományban négy kódex és negyven ősnyomtatvány volt. Az 1950-es évek elején a legértékesebb kéziratokat és régi magyar nyomtatványokat biztonsági okokból az Országos Széchényi Könyvtárban helyezték el. A könyvtár állományából került a Széchényi Könyvtár kezelésébe a Festetics- és a Keszthelyi kódex. 1974-től a könyvtár az akkor megalakult Helikon Kastélymúzeum szerves része lett. A könyvállomány a folyamatosan gyarapodó külön gyűjteményekkel együtt ma mintegy 86 000 egységet számlál.

## Selmeci Műemlékkönyvtár, Miskolc
A Selmeci Műemlékkönyvtár a Miskolci Egyetem ősének, az 1735-ben Selmecbányán megalapított Bányászati Tanintézet, majd később Bányászati és Erdészeti Akadémia könyvtára. Ez az akadémia a világ első műszaki felsőoktatási intézménye volt, amelynek két jogutóda, a Miskolci Egyetem és a Soproni Egyetem még ma is működik.
Az 1735-ben alapított selmeci könyvtár Európa egyetlen 18. században  alapított, szinte hiánytalanul és eredeti állapotában megőrzött műszaki-természettudományos szakkönyvtára. A könyvtár állományában a 16–19. század minden jelentősebb bányászattal és kohászattal foglalkozó szakirodalmi mű megtalálható. Ezek akadémián kezdetektől folyó magas színvonalú oktatást és a kutatást segítették.
Az 1735 és 1918 közötti időszakból való, 45 ezres gyűjtemény háromnegyed része került át Miskolcra, egynegyed része pedig a másik intézmény, a Soproni Egyetem könyvtárában maradt
A könyvtár állományának büszkeségei az 1735-ben kezdődött oktatás első tankönyvei. Ezek nemcsak a bányászat és kohászat legfontosabb összefoglaló művei voltak, hanem jogi, gazdasági és igazgatási tudnivalókat is tartalmaztak.
A Selmeci Műemlékkönyvtárat 1974-ben nyitották meg a nagyközönség előtt.

## Gyöngyösi Műemlékkönyvtár
A gyöngyösi ferences kolostor alapításának pontos időpontja ismeretlen. A rendház meglétének legrégebbi dokumentuma 1465-ből származik. Építéstörténeti kutatások alapján azonban valószínű, hogy I. Károly magyar király bizalmasa, Szécsényi Tamás, esetleg valamelyik leszármazottja, Szécsényi Frank vagy Szécsényi Simon parancsára kezdték el az építkezést.
A könyvtár legrégebbi könyvei kézzel másolt kódexek voltak. Ám a könyvtár mai kódexei közül egyről sem bizonyítható, hogy már a 15. században is a gyöngyösi ferences kolostor könyvtárban volt. Ennek ellenére a Gyöngyösi Ferences Könyvtár az ország legrégebbi, a középkor óta megszakítások nélkül azonos településen működő könyvtára.
Az vesztes mohácsi csata után a törökök rabolva, fosztogatva elözönlötték az országot, s Gyöngyöst is felégették. A ferences templom és kolostor több évre fedél nélkül maradt, de a szerzetesek nem menekültek el. Semmilyen adat nincs arról, hogy a középkori és kora újkori kolostorban hol helyezték el a könyvtárat. A bibliotéka legrégebbi katalógusa az 1613–1620 körüli évekből maradt fenn, s ebben mindössze 239 könyvet említ az írás. A könyvtár különös módon a török hódoltság vészterhes idejében gyarapodott a legdinamikusabban. A könyvek bejegyzései szerint sok művelt könyvolvasó és gyűjtő magyar ferences élt a 16–17. században, akik a legfrissebb teológiai és egyéb tudományos munkákat szerezték be.
A könyvtár állományának gyarapodása a 18. század második felében változásokon megy keresztül. Ebben az időben mind nagyobb számban kerültek a gyűjteménybe világi témájú könyvek és folyóiratok, a magyar szépirodalom és szórakoztató irodalom alkotásai.
A 18. század közepére a Gyöngyösi Ferences Könyvtár már a rendtartomány központi könyvtáraként számtalan olyan középkori teológiai könyvvel is gazdagodott, amelyek más rendházakból kerültek a gyűjteménybe. 
A 19. században – talán a jozefinizmus hatásaként – a korábbi passzív könyvtár gyarapítás megváltozott: egyre gyakoribb, majd rendszeres lett a könyvvétel. A könyvtár állományának összetétele megváltozott: kortárs és klasszikus szépirodalom, lexikonok, szótárak mellé a kor tudományos és egyházi periodikái is bekerültek. 1904-ben tűzvész pusztított Gyöngyösön. A tűz a rendházban, s így a könyvtárban is nagy kárt okozott. A ferences barátok a tűz fénye mellett, az életveszéllyel sem törődve az udvarra dobálták ki az értékes könyveket, hogy megmentsék azokat a megsemmisüléstől. A szerzetesek egész éjszaka mentették az értékeket. Másnap reggel a könyvtárban ismét tűz ütött ki, amelyet azonban sikerült idejében eloltani. 1915 júliusában újrarendezték a kolostor könyvtárát. 
A szovjet megszállás alatt a novíciusok elrejtették a könyvtár és levéltár néhány értékesebb darabját, a hittudományi főiskola tankönyveit, a teljes Patrologia Graeco-Latinát, valamint néhány fontosabb egyházi felszerelési tárgyat. A templom régóta használaton kívüli kriptájában és az oratórium helyiségébe vezető, de az 1904-es tűzvész óta elfalazva állott lépcsőfeljáróban falazták el a kimentett állomány egy részét, a másik részt megbízható világi híveknek adták megőrzésre. Amikor 1950-ben országszerte deportálták a szerzeteseket, az államosítók már csak a Gyöngyösi Ferences Könyvtár állományának egy részét találták meg. A gyöngyösi könyvtárat 1953. április 11-én vette át az Országos Széchényi Könyvtár. Az Országos Széchényi Könyvtár tulajdonába került könyveket 1979-ben szállították vissza a kolostorba.
A könyvek között jelenleg öt kódex, 210 ősnyomtatvány és 189 régi magyar könyv található. Egyik legértékesebb darabja az 1462-ből származó Fustus Biblia, amely 1998-ban egy befalazott rejtekhelyről került elő.